# Petr Marek
Petr Marek (* 5. února 1974 Prostějov) je český hudebník, divadelník a filmový režisér známý jako frontman hudební skupiny Midi lidi. Ještě před vznikem Midi lidí v roce 2006 vznikl jeho sólový projekt, stylem podobný Muzikant Králíček, se kterým nepravidelně vystupuje dodnes. Hrál také s Monikou Midriakovou v duu Monikino Kino. Vystudoval filmovou vědu na Filozofické fakultě Univerzity Karlovy, nyní učí na FAMU. Natočil 4 filmy, v roce 2002 debutoval v kinodistribuci s filmem Láska shora. Je také aktivním divadelním tvůrcem a mimořádným improvizátorem. Kromě vlastních formací Dekadentní divadlo Beruška, Láhor soundsystém, Rádio IVO, ad. spolupracuje také autorsky i herecky s Divadlem VOSTO5 na inscenacích Zahrádkáři a Proton!!!. Občas vystupuje i jako stand-up komik a to pod různými pseudonymy, kromě svého vlastního jména používá alter-ega Pan Hitler nebo Jaroslav Obličej.

## Filmografie
- Láska shora, 2002
- Nebýt dnešní, 2005
- Nic proti ničemu, 2011